# Біберович Іван
Іва́н Біберо́вич (справжнє прізвище – Бігорович; 21 серпня 1854, Коломия — 15 листопада 1920, Коломия) — український актор, режисер, перекладач драматичних творів та директор українського театру в Галичині. Чоловік Іванни Біберовичевої, батько Ярослава та Володислава Біберовичів.

## Життєпис
1872 року вступив до приватної театральної трупи А. Моленцького, полишивши навчання у Тернопільській гімназії. 1874 року перейшов до трупи Руського народного театру товариства «Руська бесіда». 1879 року одружився з акторкою цього театру Іванною Коралевич (сценічний псевдонім до шлюбу Ляновська) і 1880 року разом з нею перейшов до приватної трупи Омеляна Бачинського. 1881 року повернувся до Руського народного театру товариства «Руська бесіда», а упродовж 1882—1892 років був директором цього театру. Роки його керівництва театром (разом з режисером І. Гриневецьким) С. Чарнецький назвав «золотим віком» галицько-українського театру, оскільки тоді репертуар трупи було збагачено найкращими творами української та світової драматургії.
Як актор відзначався в ролях лірико-драматичного плану: Петро («Наталка Полтавка» І. Котляревського), Гриць («Ой не ходи, Грицю…» М. Старицького), Борис («Гроза» О. Островського), Андрій («Глитай, або ж Павук» М. Кропивницького. Також успішно виконував героїчні ролі в історичних трагедіях: Антось Ревізорчук («Верховинці» Ю. Коженьовського, Назар Стодоля («Назар Стодоля» Т. Шевченка), Федько Острозький («Федько Острозький» Ом. Огоновського), князь Олег («Олег Святославич Овруцький» К. Устияновича), князь Ярополк («Ярополк Перший Святославич, великий князь київський» К. Устияновича).
Після переїзду 1894 року на постійне проживання в Коломию працював урядником-касиром у «Касі ощадності» та був режисером місцевих аматорських театральних гуртків «Першого літературно-драматичного товариства імені Г. Квітки-Основ'яненка», «Руського жіночого кружка у Коломиї», «Українського педагогічного товариства», аматорського польсько-українського «Народного театру».
Помер 15 листопада 1920 року у Коломиї, похований на цвинтарі «Монастирок».

## Вшанування
На пошану Івана Біберовича у 1993 році названо вулицю у Львові. Також на честь родини Біберовичів у 1990 році названа вулиця в Коломиї.